# When the Sun Goes Down (album de Selena Gomez and the Scene)
Pour les articles homonymes, voir When the Sun Goes Down.
Albums de Selena Gomez & the Scene
A Year Without Rain
(2011)
Albums par Selena Gomez
Stars Dance
(2013)
Singles
1. Who Says
Sortie : 14 mars 2011
2. Love You Like a Love Song
Sortie : 17 juin 2011
3. Hit the Lights
Sortie : 20 janvier 2012

When the Sun Goes Down est le troisième et dernier album du groupe américain Selena Gomez & the Scene (après Kiss and Tell et A Year Without Rain), sorti à l'international le 28 juin 2011 sous le label Hollywood Records. Pour cet opus, le groupe a travaillé avec beaucoup d'artistes comme Katy Perry, Britney Spears et Pixie Lott ainsi que des producteurs comme Rock Mafia, Tim James, Antonina Armato, "DK" et Toby Gad. Selena a tenu à travailler avec de nouveaux producteurs comme Priscilla Hamilton, Emanuel Kiriakou et Sandy Vee qui ont apporté quelque chose de nouveau à l'album.
Sur le plan musical, l'album a suivi les tonalités et les sons des deux précédents albums, à savoir des sons Eurodance, electro et pop avec des influences de la musique des années 1980. Au niveau des paroles, les textes sont plus aboutis et montre l'évolution de Selena Gomez, les thèmes principaux sont: l'amour, la liberté, s'accepter et la joie de vivre, entre autres que des thèmes joyeux. L'album a été certifié disque de platine par la RIAA.
When the Sun Goes Down a deux singles promotionnels : Who Says et Love You Like a Love Song. Who Says est sorti le 14 mars 2011, est arrivé à la 21e place aux États-Unis et dans le Top 20 au Canada et en Nouvelle-Zélande. Au niveau du son, il y a un côté acoustique et pop. Ce single a été certifié Disque de platine aux États-Unis après s’être vendu à plus de 1 500 000 de copies. Love You Like a Love Song est arrivé dans le Top 40 au niveau des charts mondiaux et a été certifié Disque de platine aux États-Unis. L'album est arrivé à la troisième place du Billboard en se vendant à plus de 78 000 copies dès la première semaine.

## Conception
Le 15 février 2011, Universal Music Portugal confirme que le troisième album du groupe est en préparation. Fin février, la leadeuse du groupe, Selena Gomez déclare qu'elle est en tournage du clip d'un nouveau single qui est extrait de ce troisième opus. Invité à l'émission de radio de Ryan Seacrest le 4 mars 2011, Selena Gomez dévoile son nouveau single intitulé Who Says. Mais le clip a été visionné sur Vevo que le 14 mars 2011. Le clip a été réalisé par Chris Applebaum qui est un grand directeur de clips vidéos.
Le titre a été coécrit par Selena Gomez et Priscilla Hamilton, une jeune musicienne et parolière. Le 4 mai 2011, Selena révèle sur son Facebook officiel que son troisième album s'intitulera "WHEN THE SUN GOES DOWN" et qu'il sortira le 28 juin 2011. Le 18 mai 2011, Selena révèle sur son Twitter officiel la pochette de l'album qui s'intitule en réalité "When The Sun Goes Down".

## Composition
Le style de musique de cet album a été comparé à celui de Demi Lovato (sur son 2e album), Katy Perry, Britney Spears et même Lady Gaga. La première chanson de l'album, Love You Like a Love Song, a été écrite par Antonina Armato, Tim James et Adam Schmalholz, et a été produite par Rock Mafia. Selena déclare : « Cette chanson parle du comment on peut devenir dingue d'une personne, surtout au début. C'est comme une lune de miel qui se répète tous les jours, si on peut dire ». Elle a été faite par les producteurs de la chanson Naturally et Off the Chain, à la suite de la demande de Selena : « Naturally et Off the Chain font partie de mes chansons préférées et je voulais une chanson avec un style un peu comme ces deux morceaux qui représentent beaucoup pour moi ».
La deuxième chanson de l'album, Bang Bang Bang, a un style musical des années 1980 et a même été comparée à la chanson Bulletproof du groupe anglais La Roux. D'après les paroles, cette chanson est une sorte de chanson de pouvoir lorsque la rupture arrive dans un couple et qu'après on s'en remet, on prouve à notre ex qu'on a trouvé quelqu'un de mieux que lui et que la relation partagée est du passé.
La troisième chanson est Who Says qui est le premier morceau que Selena a enregistré, c'est d'ailleurs cette chanson qui lui a donné la force de faire cet album: « Cette chanson a été composée par Priscilla Hamilton et pour moi, c'est l'essence de l'album. Quand vous vous sentez mal et que les gens essaient de vous rabaissez, il ne faut pas les écouter et se dire qu'on est beau à l'intérieur tout comme à l'extérieur. La force que cette chanson est tellement intense que je voulais à tout prix l'offrir à mes fans. Cette chanson est pour mes fans ».
La quatrième chanson est le premier et seul duo de l'album, We Own the Night qui est également le nom de la troisième tournée de Selena Gomez & the Scene. Cette chanson a été coécrite avec Pixie Lott avec qui Selena chante la chanson: « Je suis une fan inconditionnelle de Pixie Lott, tout ce qu'elle réussit à faire malgré son jeune age. Sa voix est unique et je la voulais à tout prix dans mon album. Sa voix donne une force dans la tonalité de la chanson. Ce morceau parle d'un amour tellement fort que les deux partenaires ne peuvent rester loin l'un sans l'autre ».
Le cinquième morceau de l'album est Hit the Lights et Selena dit de la chanson : « La plupart des gens passent leurs temps à se demander à quoi leur vie ressemblerait s'ils avaient faits les choses autrement... Moi, je sais que si je m'étais posée ses questions-là, ma vie serait différente actuellement. Et cette chanson parle du fait qu'il faut vivre l'instant présent, et ne pas se poser ces questions-là ». Ce morceau est celui qui a reçu les meilleures critiques de l'album.
La sixième chanson est sans aucun doute la plus osée de tout l'album, elle a notamment été composée et écrite par Britney Spears qui la voulait d'abord pour son album mais, tout compte fait, a préféré la donner à Selena : « Whiplash parle d'une romance intense et c'est une totale transportation vers l'imagination. Cette chanson est, selon moi, la plus mature de l'album. Pour ce morceau, j'ai dû apprendre l'accent anglais pour donner un style au couplet qui est fait sentir l'intensité des sentiments du couple. Je suis tellement excitée que mes fans puissent l'entendre. ».
La septième chanson est When The Sun Goes Down, la chanson-titre qui a été écrite par Selena Gomez. Le message de cette chanson a des points communs à celui de "Hit the Lights", notamment quant au fait de s'amuser et de prendre du bon temps. Mais Selena a écrit cette chanson pour montrer à ses fans, que malgré le côté très sérieux qu'elle montre devant les caméras, elle reste une jeune fille comme les autres et s'amuse avec ses amis quand elle peut.
La huitième chanson est My Dilemma qui  a été comparée au style musical de la chanteuse Kelly Clarkson, Selena déclare: « My Dilemma est ma chanson préférée, c'est ce que vivent toutes les filles lorsqu'elles sortent avec un garçon et qu'elles ont trouvé plus de mille raisons pour ne pas être avec lui et le quitter, mais malgré ça elles sont encore avec lui. C'est très amusant et j'espère que toutes les filles pourront chanter ça à leur copains car c'est l'une des caractéristiques de la chanson ».
Ensuite la chanson That's More Like It a été écrite par la chanteuse Katy Perry et est inspirée des jeunes femmes américaines dans les années 1950. « Dans les années 50, les femmes devaient faire la cuisine, le ménage, s'occuper des enfants et du mari... Et bien, dans la chanson That's More Like It, on inverse les rôles. C'est au tour des hommes de s'occuper de tout. Je ne pense pas que les hommes vont m'apprécier une fois qu'ils auront écouter la chanson » déclare Selena.
Le dixième morceau de l'album est Outlaw qui a été écrit par Selena Gomez et a été comparé aux chansons « Cowboy Casanova » de Carrie Underwood et « Monster » de Lady Gaga. Cette chanson décrit un homme qui a peur de tomber amoureux et ne fait que tourner autour de filles et au bout, d'un moment, les laisse tomber, une sorte de Don Juan. Ce titre a été le deuxième morceau le mieux critiqué de l'album.
Le onzième morceau « Middle Of Nowhere » parle d'un ex-petit ami manipulateur qui, malgré la souffrance qu'il a fait éprouvé à son ex-petite amie, l'a aidée à la rendre plus forte. malgré son message quelque peu triste, ce morceau donne un côté positif, notamment la force féminine qui s'y dégage.
Le tout dernier morceau est « Dices », qui est la version espagnole de Who Says. Selena déclare: « Pour moi, faire une chanson en espagnole était plus que primordial vu que j'ai des origines latines et que ça rendrait ma famille fière. J'ai choisi de faire une version espagnole de "Who Says" parce que c'est l'essence de l'album ».

## Singles
Le premier single extrait de l'album qui est Who Says est sorti le 14 mars 2011 et a été certifié Disque de platine aux États-Unis et au Canada.
Le deuxième single de l'album s'intitule "Love You Like A Love Song" dont Selena a tourné le clip le 19 mai 2011 . Le single est sorti le 18 juin 2011 sur iTunes mais le clip a été dévoilé le 28 juin 2011 et il a été certifié Disque d'or par la RIAA. Selena a performé la chanson "Love You Like A Love Song" pour la première fois dans l'émission de télé américaine, Good Morning America le 18 juin 2011.
Deux autres singles sont sortis pour promouvoir l'album, "Bang Bang Bang" (sorti le 7 juin 2011)  et "Dices", la version espagnole de Who Says (sorti le 14 juin 2011). Un troisième single est sorti le 20 janvier 2012 intitulé Hit the Lights. Le quatrième single issu de l'album est "My Dilemma".

## Critiques
L'album a reçu des critiques mitigées, parmi lesquelles Jody Rosen du magazine Rolling Stone écrit que « Selena Gomez est peut-être la pop star la plus ennuyante de sa génération ».

## Liste des pistes
| 1.    | Love You Like a Love Song               | Rock Mafia, Devrim Karaoglu*    | 3:08 |
| 2.    | Bang Bang Bang                          | Gad                             | 3:15 |
| 3.    | Who Says                                | Kiriakou                        | 3:16 |
| 4.    | We Own the Night (featuring Pixie Lott) | Gad                             | 3:47 |
| 5.    | Hit the Lights                          | Dreamlab                        | 3:14 |
| 6.    | Whiplash                                | Kurstin                         | 3:40 |
| 7.    | When the Sun Goes Down                  | Selena Gomez                    | 3:16 |
| 8.    | My Dilemma                              | Rock Mafia, Karaoglu*           | 3:10 |
| 9.    | That's More Like It                     | Alexander, Steinberg            | 3:09 |
| 10.   | Outlaw                                  | Rock Mafia, Karaoglu*, Sturges* | 3:22 |
| 11.   | Middle of Nowhere                       | Sandy Vee, Espionage            | 3:27 |
| 12.   | Dices (Spanish version of "Who Says")   | Kiriakou                        | 3:16 |
| 39:53 |                                         |                                 |      |

| 13. | Fantasma de Amor (Spanish version of "Ghost of You") | 3:24 |
| 14. | A Year Without Rain (Dave Audé Radio Remix)          | 4:00 |
| 15. | Who Says (Bimbo Jones Radio Remix)                   | 2:51 |
| 16. | Who Says (Dave Audé Radio Remix)                     | 3:35 |

| 13. | Love You Like a Love Song (Dave Audé Radio Mix)                   | 3:17 |
| 14. | Love You Like a Love Song (Dave Audé Club Mix)                    | 6:28 |
| 15. | Love You Like a Love Song (Jump Smokers Radio Remix)              | 4:11 |
| 16. | Love You Like a Love Song (Jump Smokers Club Remix)               | 4:36 |
| 17. | Love You Like a Love Song (DJ Escape & Tony Coluccio Radio Remix) | 3:16 |
| 18. | Love You Like a Love Song (DJ Escape & Tony Coluccio Club Remix)  | 6:38 |
| 19. | Love You Like a Love Song (Mixin Marc & Tony Svejda Radio Remix)  | 3:59 |
| 20. | Love You Like a Love Song (Mixin Marc & Tony Svejda Club Remix)   | 5:49 |

| 13. | Love You Like a Love Song (Behind the Scenes) | 3:54 |

| 13. | Who Says (Dave Audé Radio Remix)                  | 3:33 |
| 14. | Round & Round (7th Heaven Radio Mix)              | 3:42 |
| 15. | A Year Without Rain (Fascination Club Radio Edit) | 3:50 |

| 1. | Who Says (Music Video)                  | 3:21 |
| 2. | Love You Like a Love Song (Music Video) | 3:41 |

| 12. | Who Says (SmashMode Radio Remix) | 3:21 |

(*) coproducteur

## Historique de sortie
| Pays             | Date              | Label                                 |
| ---------------- | ----------------- | ------------------------------------- |
| États-Unis       | 28 juin 2011      | Hollywood Records                     |
| Espagne          | 28 juin 2011      | Universal Music Group                 |
| Australie        | 1er juillet 2011  | Universal Music Group                 |
| Nouvelle-Zélande | 1er juillet 2011  | Universal Music Group                 |
| Allemagne        | 1er juillet 2011  | Universal Music Group                 |
| Royaume-Uni      | 4 juillet 2011    | Fascination Records                   |
| France           | 4 juillet 2011    | Universal Music Group                 |
| Malaisie         | 10 juillet 2011   | Geffen Records, Universal Music Group |
| Japon            | 14 septembre 2011 | Avex Group                            |

## Clips Vidéos
| Année | Titre                     | Sortie           |
| ----- | ------------------------- | ---------------- |
| 2011  | Who Says                  | 16 mars 2011     |
| 2011  | Love You Like A Love Song | 23 juin 2011     |
| 2011  | Hit the Lights            | 16 novembre 2011 |

## Classement et certifications
| Classement (2011)                    | Meilleure position |
| ------------------------------------ | ------------------ |
| Australie Classement album           | 14                 |
| Autriche Classement album            | 11                 |
| Belgique Classement album (Flandre)  | 6                  |
| Belgique Classement album (Wallonie) | 26                 |
| Canada Classement album              | 2                  |
| Croatie Classement album             | 37                 |
| République tchèque Classement album  | 18                 |
| Danemark Classement album            | 22                 |
| France Classement album              | 47                 |
| Allemagne Classement album           | 18                 |
| Grèce Classement album               | 39                 |
| Irlande Classement album             | 13                 |
| Italie Classement album              | 10                 |
| Mexique Classement album             | 6                  |
| Nouvelle-Zélande Classement album    | 8                  |
| Norvège Classement album             | 6                  |
| Pologne Classement album             | 11                 |
| Portugal Classement album            | 10                 |
| Écosse Classement album              | 15                 |
| Espagne Classement album             | 2                  |
| Suisse Classement album              | 27                 |
| Royaume-Uni Classement album         | 15                 |
| États-Unis Billboard 200             | 3                  |

| Pays           | Certifications | Ventes     |
| -------------- | -------------- | ---------- |
| Canada RIA     | Platine        | 100 000+   |
| États-Unis RIA | Or             | 694 000+   |
| Espagne        | Or             | 20 000+    |
| Mexique        | Or             | 30 000+    |
| Pologne        | Platine        | 20 000+    |
| Indonésie      | Or             | 10 000+    |
| Argentine      | Or             | 20 000+    |
| Brésil         | Or             | 20 000+    |
| monde          |                | 1 400 000+ |

| Classement (2011)        | Position |
| ------------------------ | -------- |
| Canada Classement album  | 23       |
| États-Unis Billboard 200 | 76       |

## Personnel
- Vocale - Selena Gomez
- Vocal Secondaires - Selena Gomez, Lindy Robbins, Gina Schock, Fefe Dobson, Char Licera
- Guitare - John Fields, Greg Johnston, Jimmy Messer, Tim Pierce, Isaac Hasson
- Bass - John Fields, Sean Hurley, Isaac Hasson
- Claviers - Benjamin Dherbecourt, John Fields, Isaac Hasson, Mher Filian
- Batterie - John Fields, Dorian Crozier, Josh Freese
- Battements - Mher Filian
- Producteurs - John Fields, Matthew Wilder, Rob Wells, Toby Gad, Trey Vittetoe, Devrim Karaoglu, Antonina Armato, Benjamin Dherbecourt
- Ingénieur - John Fields, Matthew Wilder, Rob Wells, Trey Vittetoe, Chris Anderson, Adam Comstock, Steve Hammons, Luke Tozour
- Mix - John Fields, Matthew Wilder, Toby Gad, Chris Anderson, Clif Norrell, Paul Palmer, Paul David Hager
- Programme - John Fields, Rob Wells, Toby Gad
- Instrumentation - Matthew Wilder, Rob Wells, Toby Gad, Trey Vittetoe
- Producteur Tonalité - Rob Wells, Shelly Peiken
- Énergie de la batterie - Ghian Wright
- Arranger - Toby Gad
- Assistant Engineer - Dorian Crozier
- Mastering - Robert Vosgien
- A&R - Cindy Warden, Jon Lind
- Directeur Créatif - David Snow
- Mode - Nick Steinhardt
- Direction d'art - Jeri Heiden